# Szondy István
Szondy István (Berettyóújfalu, 1925. december 29. – Budapest, 2017. május 31.) olimpiai bajnok magyar öttusázó, vívó, sportlovagló, edző.

## Pályafutása

### Sportolóként
Az versenyszerű sportolást a MOVE Ceglédi SE úszójaként és vízilabdázójaként kezdte. 1946-tól a Ceglédi Vasutas Sport Egyesület úszója és öttusázója, majd a fővárosban a Budapesti Épületszerelő, később a Budapesti Fáklya öttusázója, egyúttal 1950-től a Budapesti Petőfi vívója, illetve 1954-től a Budapesti Traktor sportlovasa lett. Kiemelkedő sporteredményeket öttusázásban ért el. 1947-től 1956-ig szerepelt a magyar válogatottban. Öttusázóként részt vett az 1948. évi és az 1952. évi nyári olimpiai játékokon. Helsinkiben egyéniben a harmadik helyen végzett és tagja volt a sportág első magyar olimpiai bajnoki címét nyerő csapatnak is. Olimpiai sikerei mellett a világbajnokságokon négy érmet – köztük csapatban két aranyérmet – nyert. Az 1956. évi olimpián a Melbourne helyett Stockholmban rendezett lovas versenyeken indult, ahol helyezetlenül végzett. Az 1956-os forradalom bukása után a Német Szövetségi Köztársaságban telepedett le.

### Edzőként
1950-ben a Testnevelési Főiskolán tanári oklevelet szerzett, és még aktív sportolóként, 1952-től külföldre távozásáig a Budapesti Fáklya öttusaedzője volt. Kivándorlása után egy évig Braunschweigben pincérként dolgozott, majd 1957-ben Wolfsburgban, később Frankfurtban lett vívóedző. 1962-től egyúttal a frankfurti Goethe Egyetem testnevelő tanáraként is tevékenykedett. 1965-től az Egyesült Államok öttusa-válogatottjának edzője, 1969-től az NSZK öttusa-válogatottjának szövetségi kapitánya lett. 1971-től 1987-ben történt nyugalomba vonulásáig Hessenben volt állami vívómester. 1999-ben visszatelepült Magyarországra.

## Sporteredményei
Öttusában:
- olimpiai bajnok
  - 1952, Helsinki: csapat (Benedek Gábor, Kovácsi Aladár)
- olimpiai 3. helyezett:
  - 1952, Helsinki: egyéni
- kétszeres világbajnok:
  - 1954, Budapest: csapat (Benedek Gábor, Tasnády Károly)
  - 1955, Zürich: csapat (Ferdinandy Géza, Kovácsi Aladár)
- világbajnoki 2. helyezett
  - 1953, Santo Domingo: egyéni
- világbajnoki 3. helyezett
  - 1954, Budapest: egyéni
- világbajnoki 5. helyezett
  - 1955, Zürich: egyéni
- hatszoros magyar bajnok:
  - egyéni: 1949, 1950, 1951, 1954
  - csapat: 1949, 1950

Vívásban:
- magyar bajnok (1951: párbajtőr csapat)

## Díjai, elismerései
- A Magyar Népköztársaság kiváló sportolója (1951)[4]
- A Magyar Népköztársaság Érdemes Sportolója (1954)[5]
- A magyar öttusa örökös bajnoka (1988)
- Cegléd díszpolgára (1998)[6]
- Berettyóújfalu díszpolgára
- Magyar Fair Play diploma, életmű kategória (2012)[7]
- Csik Ferenc-díj (2016)[8]